# Doljanchi
Dol (돌) ou doljanchi (돌잔치) est une tradition coréenne qui célèbre le premier anniversaire d'un enfant. Cette cérémonie souhaite à l'enfant un avenir prospère et revêt une grande importance en Corée. Les bébés fêtés portent un hanbok et un chapeau traditionnel : un jobawi (조바위) ou gulle (굴레) pour les bébés filles et un bokgeon (복건) ou hogeon (호건) pour les bébés garçons.

## Histoire
Autrefois, avec les taux de mortalité infantile élevés et les nombreux enfants qui mouraient avant leur premier anniversaire, avoir un an représentait une étape importante pour le bébé et les parents. Tout le village célébrait cet anniversaire, partageant de la nourriture et souhaitant longue vie et fortune au bébé. 

## Doljabi: coutume de divination

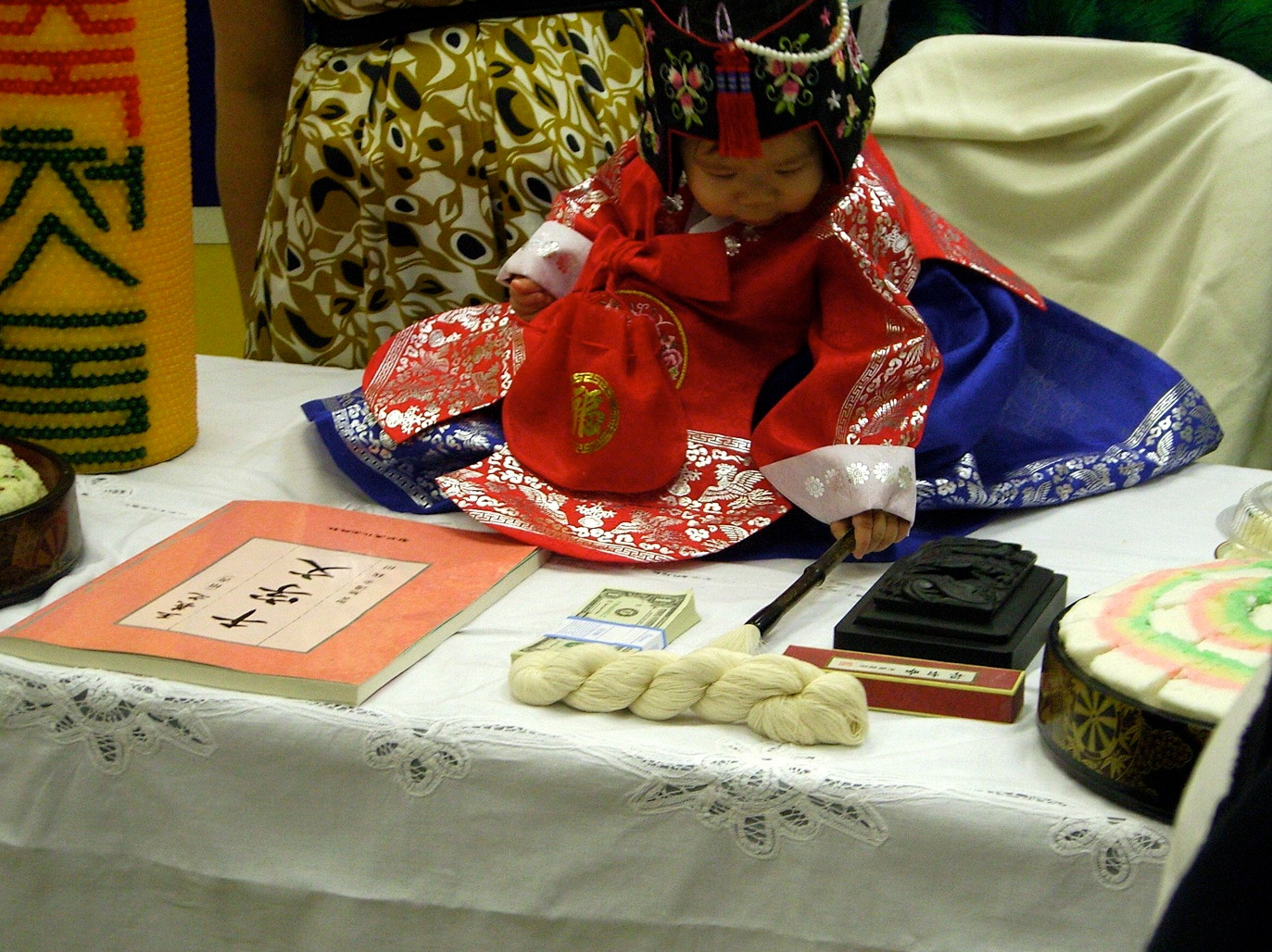
Doljabi (돌잡이)

Le point culminant du dol est une coutume appelée doljabi (돌잡이) où l'enfant est placé devant une table remplie de nourriture et d'objets tels que de la ficelle, des pinceaux de peinture ou de calligraphie, de l'encre et de l'argent. L'enfant est ensuite invité à ramasser un objet sur la table. L'objet choisi prédit l’avenir de l’enfant. Par exemple, si l’enfant prend un pinceau ou un livre, il est destiné à être intelligent. S’il récupère de l’argent, il sera riche; s'il ramasse de la nourriture, il ne connaîtra pas la faim. Si la ficelle est choisie, c'est le signe qu’il vivra longtemps. Ces articles étaient utilisés par la plupart des ménages dans le passé.
Les types d'objets placés sur la table parmi lesquels le bébé peut choisir ont évolué au fil du temps, reflétant ainsi l'évolution de la perception qu'a la société des métiers réussis. On insère par exemple des téléphones, des microphones, des stéthoscopes, etc. sur la table. Cependant, de nombreux parents demeurent traditionnels dans leur sélection d'objets à placer sur la table. Plusieurs types peuvent être utilisés pour créer un ensemble doljabi moderne alors que des éléments spécifiques sont nécessaires pour créer un ensemble doljabi traditionnel. Le doljabi est suivi d'un festin, de chants et de jeux avec le tout-petit. Le plus souvent, à ce moment-là, les invités offriront aux parents des cadeaux en argent, des vêtements ou des bagues en or pour l'enfant.

## Nourriture « Dol »

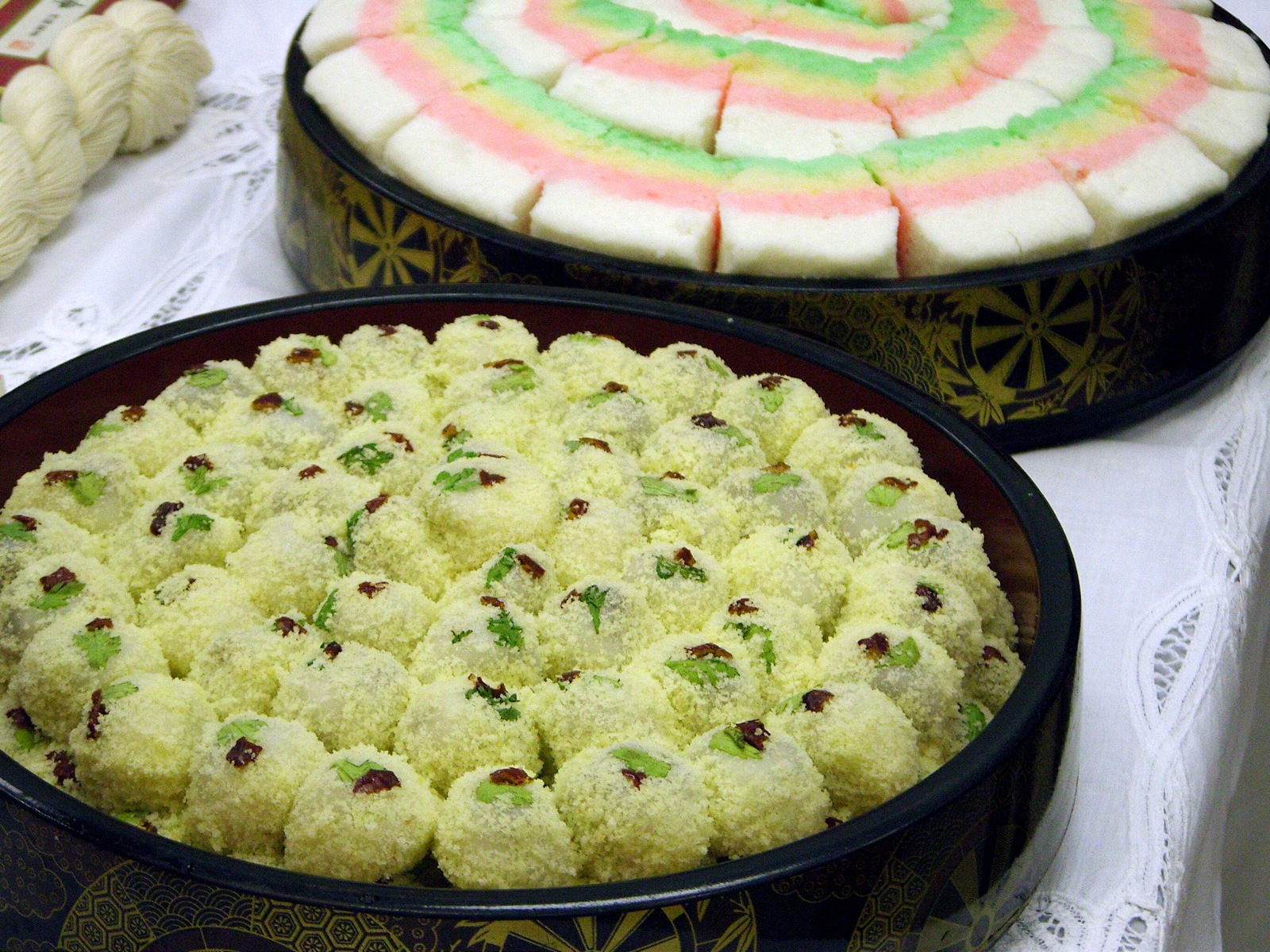
Tteok, gâteau de riz pour doljanchi

À la maison, les membres de la famille remercient Samshin (trois dieux censés prendre soin de l'enfant au cours de sa vie) en servant du riz nature, de la soupe aux algues et des gâteaux de riz. Pour la fête, les parents préparent une table spéciale « Dol », où la nourriture est empilée en hauteur pour symboliser une vie de prospérité pour le bébé. La table est dressée principalement avec une galette de riz, une soupe aux algues et des fruits. Le miyeok-guk (soupe aux algues) est servi à chaque anniversaire après le premier anniversaire pour rappeler aux gens ce que leur mère a enduré pour les mettre au monde.

## Doljanchi moderne
La célébration a généralement lieu dans des restaurants ou des salles de mariage. Les parents préparent des prix pour les invités. En arrivant, chacun reçoit un morceau de papier sur lequel un numéro est écrit. Pendant la fête, les invités qui répondent correctement à une question sur le bébé gagnent un prix. L'hôte de la fête, ou un artiste, appelle également un numéro au hasard et la personne qui possède ce numéro reçoit un prix.
Alternativement, les invités parient sur l'article que le bébé choisira au doljabi (jeu de divination) pour gagner un prix.

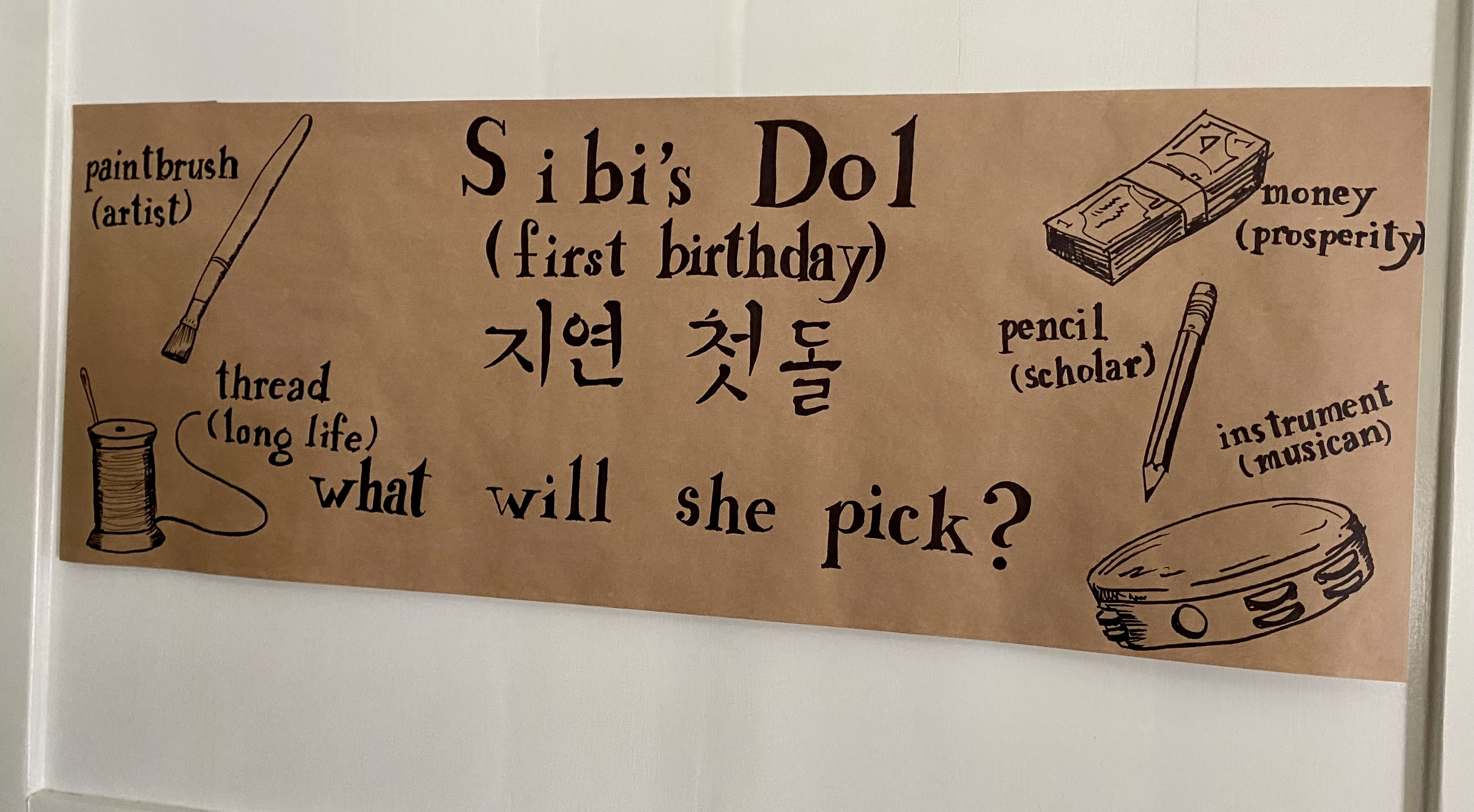
Cérémonie dol moderne - jeu de devinettes

## Voir également
- Fêtes d'anniversaire coréennes
- Calcul de l’âge en Corée